# Sugarplum Fairy
Sugarplum Fairy ist eine schwedische Garagenrockband aus Borlänge.
Die Band versteht sich selbst als stark beeinflusst von klassischen Rock-Bands wie The Beatles, The Rolling Stones, The Clash und Oasis. Der Bandname entstammt der vor allem als Ballett berühmten Geschichte Der Nussknacker, ist aber von der Band als Hommage an ihre Idole – die Beatles – gewählt worden, da John Lennon mit den Worten „sugarplum fairy, sugarplum fairy“ die auf der Anthology zu hörende Version von A Day in the Life einzählte.

## Bandgeschichte
Ohne größere Beachtung spielten die Mitglieder bereits sechs Jahre zusammen, als es im April 2004 schließlich zur ersten Veröffentlichung kam, der Stay Young EP. Ihren ersten Hit hatten Sugarplum Fairy in Schweden wenig später mit der Single Sweet Jackie (September 2004). Im selben Monat folgte das Debüt-Album Young & Armed (in Europa und Japan im Februar 2005 erschienen) und Anfang 2005 wurde Far Away From Man als Single ausgekoppelt.
Am 1. April 2006 stellten sie auf der Musikmesse in Frankfurt am Main erstmals Songs ihres zweiten Albums vor. Selbiges erschien am 18. August und trägt den Titel First Round, First Minute (eine Anspielung auf Muhammad Ali). Zuvor war am 4. August bereits die erste Singleauskopplung erschienen, eine Doppel-A-Seite mit den Songs She und Last Chance.
Im Herbst 2006 tourten sie durch Deutschland, Österreich und die Schweiz und wurden dabei von Nice Boy Music unterstützt.
Victor Norén spielte in dem Film Das wilde Leben, der am 1. Februar 2007 in die deutschen Kinos kam, eine Nebenrolle, in der er Mick Jagger verkörpert.
Weitere Tourneen durch Deutschland folgten 2007, wo sie auf zahlreichen Festivals (u. a. Rock am Ring, Rock im Park, Bochum Total, Southside, Hurricane Festival, Frequency Festival und Das Fest) spielten.
Im Sommer 2008 stellten sie erste Lieder des fertiggestellten neuen Albums bereits auf einigen Festivals vor, u. a. auf dem Abifestival in Lingen. Im Herbst 2008 veröffentlichte die Band schließlich ihr in Málaga, Spanien, und Hamburg aufgenommenes drittes Album, The Wild One. Die erste Singleauskopplung für Deutschland war das Sugarplum Fairy-untypische Lied „Never Thought I’d Say That It’s Alright“, gefolgt von dem Cover Bus Stop (im Original von den Hollies). Der Videoclip zu ersterem wurde in Berlin auf dem Wannsee gedreht, der Bus Stop-Clip in Addis Abeba. Für Schweden war die erste Singleauskopplung der Albumopener „The Escapologist“, zu welchem ebenfalls ein Videoclip existiert. Ende März 2009 wurde die dritte Single für Deutschland inkl. selbstproduziertem und selbst mit Handkamera gedrehtem Video veröffentlicht, „You Can’t Kill Rock’n’Roll“. Das Material zum Video stammt zum großen Teil aus der Albumrecordingzeit, in welcher sie auch schon während der laufenden Aufnahmen einzelne Studiovideoblogs auf myspace und youtube veröffentlicht hatten.
Noch eine Woche vor der Veröffentlichung des Albums begann die Band mit ihrer großen Tour, die sie von Schweden über Deutschland auch nach Österreich und in die Schweiz führte. Begleitet wurde sie dabei von der Vorband Sahara Hotnights.
Im September 2013 starb der Schlagzeuger Kristian Gidlund an den Folgen einer Magenkrebserkrankung.

## Bandmitglieder
- Victor Norén (* 19. September 1985)
- Carl Norén (* 5. Oktober 1983)
- David Hebert (* 30. März 1986)
- Kristian Gidlund (* 21. September 1983; † 17. September 2013)
- Jonas Karlsson (* 20. April 1985)

## Diskografie

### Alben
- 2004: Young & Armed
- 2006: First Round First Minute
- 2008: The Wild One

### Singles und EPs
- 2004: Stay Young (EP)
- 2004: Sweet Jackie
- 2005: Far Away from Man
- 2005: Sweet Jackie
- 2005: Sail Beyond Doubt
- 2006: She
- 2006: She/Last Chance
- 2006: Marigold
- 2007: Let Me Try
- 2008: Never Thought I'd Say That It’s Alright
- 2008: The Escapologist
- 2008: Bus Stop
- 2009: You Can’t Kill Rock’n'Roll